# Oscar Pistorius
Oscar Leonard Carl Pistorius (Sandton, Johannesburgo, 22 de noviembre de 1986), más conocido como Oscar Pistorius, es un exatleta paralímpico sudafricano. Pistorius posee las marcas mundiales en las pruebas de 100, 200 y 400 metros lisos para atletas que han sufrido una doble amputación (a los once meses de edad, le amputaron las piernas, por no tener peroné). Para correr utiliza prótesis transtibiales construidas en fibra de carbono. Aunque estas piernas artificiales le permiten a Pistorius competir, su uso ha generado protestas de que le dan una ventaja injusta sobre otros corredores. Registra 46,34 segundos en 400 metros, o la máxima velocidad en los Juegos Paralímpicos de Atenas 2004.
Oscar Pistorius fue condenado a 15 años de cárcel tras asesinar a su novia en la madrugada del 14 de febrero de 2013 en su casa de Pretoria (capital administrativa de Sudáfrica), al dispararle cuatro veces a través de la puerta cerrada del baño.

## Primeros años
Nació el 22 de noviembre de 1986 en Sandton, Johannesburgo, en ese entonces, parte de la provincia de Transvaal (hoy provincia de Gauteng), en Sudáfrica. Hijo de Henke y Sheila Pistorius, creció en un hogar cristiano. Tiene un hermano mayor, Carl, y una hermana menor, Aimée. Pistorius señala a su madre (quien murió a los 43 años cuando Pistorius tenía 15) como una gran influencia en su vida. Oscar es de una familia afrikáner, con ascendencia parcialmente italiana por parte de su bisabuelo materno, que era un emigrante italiano a Kenia. El afrikáans es su lengua materna, también habla inglés con fluidez.
Pistorius nació con hemimelia fibular (ausencia congénita del peroné) en ambas piernas. Cuando tenía once meses, le amputaron ambas piernas a la mitad entre las rodillas y los tobillos. Asistió a la escuela primaria Constantia Kloof y a la escuela secundaria Pretoria Boys, donde jugó al rugby en el tercer equipo XV de la escuela. Jugó waterpolo y tenis a nivel provincial entre los 11 y los 13 años. Además, participó en la lucha olímpica de clubes, y entrenó en el gimnasio del garaje de Jannie Brooks en Pretoria. Brooks comentó que pasaron seis meses antes de notar que Pistorius "no tenía piernas", pero que, sin embargo, podía hacer muchos ejercicios, como "boxear, saltar y hacer flexiones".
Después de una grave lesión en la rodilla de rugby en junio de 2003, comenzó a correr en enero de 2004 mientras se sometía a rehabilitación en el Centro de Alto Rendimiento de la Universidad de Pretoria con el entrenador Ampie Louw. Sus primeras palas de carreras fueron ajustadas por el protésico sudafricano Francois van der Watt. Debido a que no pudo encontrar palas de carrera adecuadas en Pretoria, Van der Watt ordenó que un ingeniero local fabricara el par. Sin embargo, como estos se rompieron rápidamente, Van der Watt remitió a Pistorius al protesista estadounidense y velocista paralímpico Brian Frasure para que la empresa islandesa Össur le adaptara las cuchillas.
Pistorius estudió Licenciatura en Comercio en administración de empresas con ciencias del deporte en la Universidad de Pretoria en 2006. En una entrevista de junio de 2008 para el sitio web de su Universidad, bromeó: "No me graduaré pronto. Con todo el entrenamiento que he tenido que reducir en mis asignaturas. ¡Ojalá termine cuando tenga 30 años!". Cuando un periodista le preguntó por su "lema deportivo", señaló: "No estás discapacitado por las discapacidades que tienes, eres capaz por las habilidades que tienes".

## Carrera deportiva

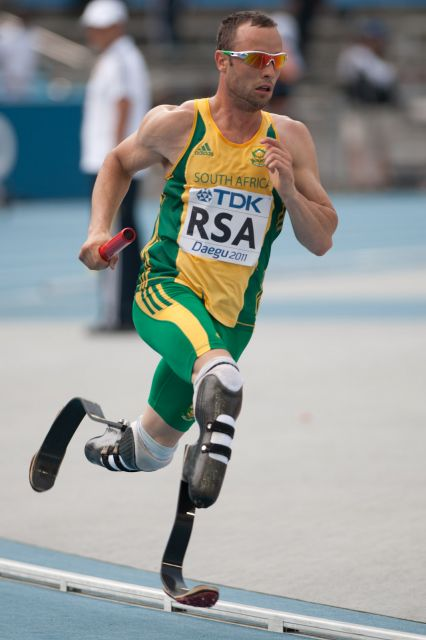
Pistorius en el Campeonato Mundial de Atletismo de 2011 en Daegu, Corea del Sur

La IAAF lo declaró inelegible para competir en pruebas sancionadas por la Federación, incluyendo los Juegos Olímpicos de Pekín en 2008.
Pistorius apeló esta decisión y finalmente el Tribunal de Arbitraje Deportivo (TAS) le permitió competir en los Juegos Olímpicos de Pekín. Para correr en la prueba de 400 metros, debería haber obtenido la marca mínima que le exige la federación a todo deportista, pero no la consiguió. Podría haber sido seleccionado para la prueba de relevo 4×400 independientemente de su tiempo, pero tampoco se dio el caso.
Fue seleccionado para participar en los Mundiales de Daegu de 2011 (Corea del Sur) en 400 metros y en el relevo 4×400, donde llegó hasta las semifinales y ganó la medalla de plata con el equipo sudafricano en el relevo 4×400.
El 4 de julio de 2012 el Comité Olímpico Sudafricano confirmó al atleta para asistir a los Juegos Olímpicos Londres 2012, convirtiéndose en el primer atleta con doble amputación que logra estar en una cita olímpica.
El corredor declaró: 

Hoy verdaderamente es el día más orgulloso de mi vida. Haber sido seleccionado para representar al equipo de Sudáfrica en los Juegos Olímpicos de Londres 2012, en las pruebas de 400m individual y 4×400m por relevos; es realmente un honor y estoy muy satisfecho de que hayan fructificado todos estos años de arduo trabajo, determinación y sacrificio.

El sábado 4 de agosto, Oscar Pistorius hizo historia en Londres 2012 al haberse logrado clasificar para las semifinales de los 400 m.

## Marcas personales
| Mejores marcas personales | Mejores marcas personales | Mejores marcas personales | Mejores marcas personales | Mejores marcas personales |
| ------------------------- | ------------------------- | ------------------------- | ------------------------- | ------------------------- |
| 300 ML                    | 35.31                     | N/A                       | Stellenbosch (RSA)        | 12 de diciembre de 2010   |
| 400 ML                    | 45.07                     | N/A                       | Lignano Sabbiadoro (ITA)  | 19 de julio de 2011       |
| 4 X 400 ML                | 2:59.21                   | N/A                       | Daegu (KOR)               | 1 de septiembre de 2011   |

## Investigación por asesinato
El 14 de febrero de 2013 fue acusado de asesinar a su novia, la modelo Reeva Steenkamp, de cuatro disparos. De acuerdo con lo publicado por el diario Beeld, el atleta habría confundido a la mujer con un ladrón y le habría disparado cuatro veces por error a través de la puerta del baño de su domicilio. El 17 de febrero, la policía de Sudáfrica halló un bate ensangrentado en casa de Pistorius, informó el diario sudafricano City Press. Según City Press, que citó "fuentes cercanas a la investigación", este utensilio podría resultar clave para esclarecer las circunstancias de la muerte de Steenkamp aunque a la postre Pistorius declaró que el bate de críquet fue usado para romper la puerta del baño que se encontraba cerrada por dentro. Por este caso, Pistorius es descrito como un paranoico, cuyo amor por las armas se convirtió en obsesión, según informa la prensa.

## Juicio por asesinato
El 22 de febrero de 2013, en una audiencia en Pretoria, Sudáfrica, frente a la corte de Pretoria, Pistorius fue liberado bajo libertad condicional tras pagar una fianza de $113,000 dólares, sentencia dictada por dicho tribunal tras considerar que la policía sudafricana carecía de pruebas suficientes. Asimismo se le ordenó entregar su pasaporte, no podría acercarse a aeropuertos y tendría que visitar una estación de policía cada lunes y viernes. La siguiente cita de Pistorius ante la corte fue el 4 de junio de 2013.
El juicio comenzó el 3 de marzo de 2014 ante un tribunal presidido por la juez Thokozile Masipa.
En septiembre de 2014, fue declarado no culpable de los cargos de asesinato. Si bien aún podría ser condenado por homicidio, la juez consideró que no mató a su novia con premeditación. Nuevamente, el día 12 de septiembre, se cambió el veredicto a culpable por homicidio culposo. El 21 de octubre de 2014 el atleta fue condenado a una pena de cinco años de prisión. Además, la juez condenó a Pistorius a una pena de tres años de cárcel suspendida por posesión de armas de fuego. Pistorius fue puesto en libertad el lunes 19 de octubre de 2015, tras haber cumplido 12 meses de condena, tras un dictamen de la Junta de Libertad Condicional de Sudáfrica, debiendo el exatleta cumplir el resto de su condena bajo arresto domiciliario en Pretoria. Sin embargo, tras una apelación, su pena fue aumentada a 13 años y 5 meses de prisión en noviembre de 2017.
En noviembre de 2021, las autoridades penitenciarias sudafricanas iniciaron los primeros trámites procesales para considerar la libertad condicional de Pistorius, la que fue aprobada en noviembre de 2023, debiendo pasar el resto de su condena bajo supervisión del sistema correccional comunitario.
En enero de 2024, Pistorius salió de la cárcel bajo libertad condicional.

## Serie de televisión
La historia del corredor, su afán de "superación", sus éxitos deportivos y el asesinato de su novia y proceso judicial subsiguiente han sido llevados a una serie televisiva "Pistorius", dirigida por Vaughan Sivell, y que consta de cuatro capítulos.